# Pellasimnia brunneiterma
Pellasimnia brunneiterma là một loài ốc biển, là động vật thân mềm chân bụng sống ở biển trong họ Ovulidae.
This species appears to be a cryptic species triad. Lưu trữ ngày 2 tháng 3 năm 2012 tại Wayback Machine.